# 贝希茨里特
贝希茨里特是德国巴伐利亚州的一个市镇。总面积4.78平方公里，总人口1082人，其中男性537人，女性545人（2011年12月31日），人口密度226人/平方公里。